# Mesnil-Verclives
Mesnil-Verclives är en kommun i departementet Eure i regionen Normandie i norra Frankrike. Kommunen ligger i kantonen Fleury-sur-Andelle som tillhör arrondissementet Les Andelys. År 2022 hade Mesnil-Verclives 304 invånare.

## Befolkningsutveckling
Antalet invånare i kommunen Mesnil-Verclives
Referens:INSEE